# 貝亞維斯塔 (伊塔普阿省)
貝亞維斯塔（西班牙語：Bella Vista），是巴拉圭的城鎮，位於該國東南部，由伊塔普阿省負責管轄，始建於1918年，面積285平方公里，海拔高度121米，2002年人口12,003，人口密度每平方公里42.1人。
27°2′24″S 55°34′48″W / 27.04000°S 55.58000°W